# Tagebau Bergheim

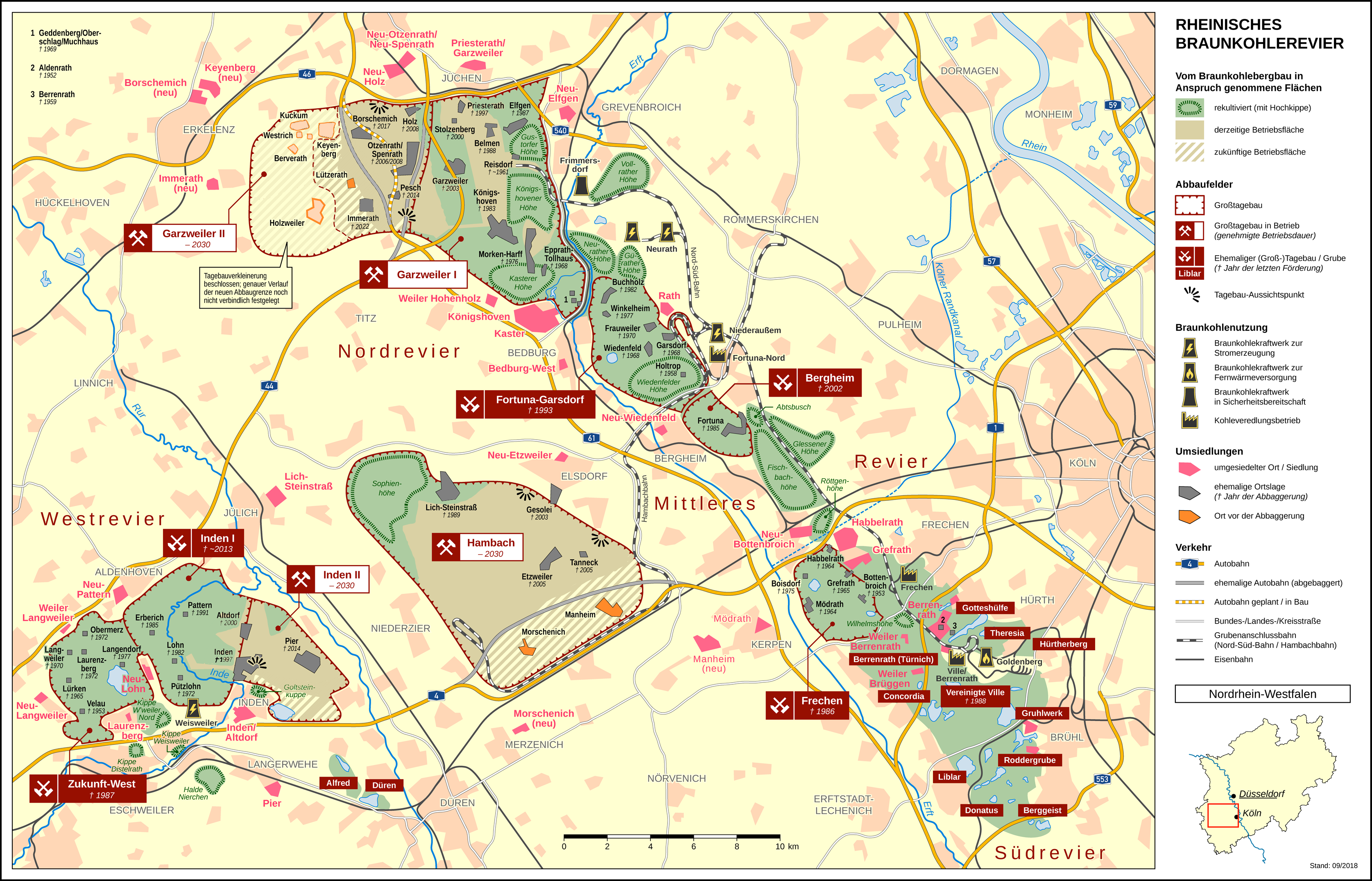
Rheinisches Braunkohlerevier

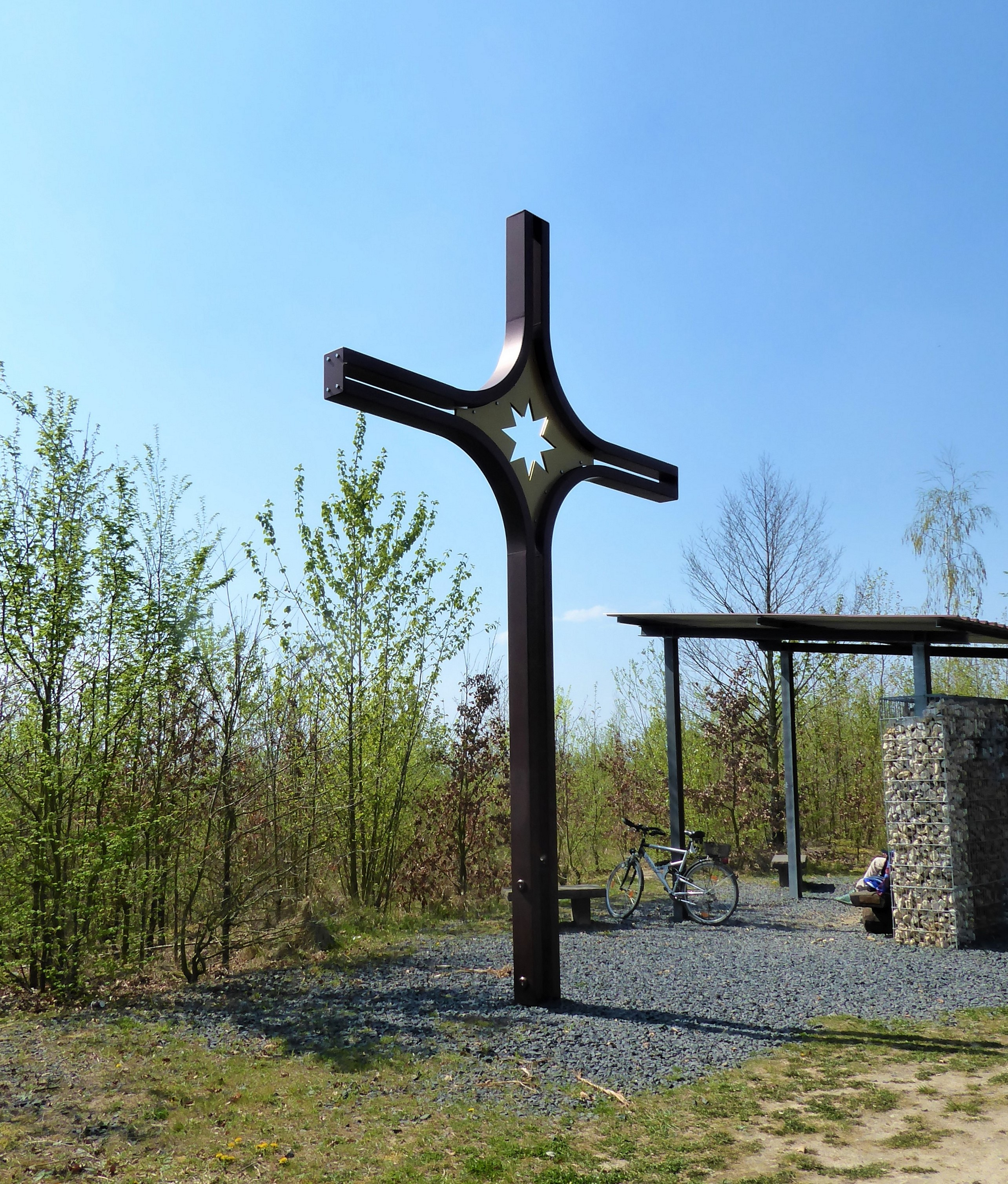
Gipfelkreuz Bethlehemer Höhe, ehemaliger Tagebau Bergheim

Der Tagebau Bergheim ist ein rekultivierter Braunkohletagebau des Rheinischen Braunkohlereviers in Bergheim im Rhein-Erft-Kreis. Die Rekultivierung wurde 2012 beendet.
Der Tagebau lag mitten im Stadtgebiet der Stadt Bergheim und bildete so seit seinem Aufschluss in den 1970er Jahren ein Hindernis zwischen den großen Bergheimer Stadtteilen Niederaußem und Oberaußem auf der einen Seite sowie dem Stadtzentrum und Quadrath-Ichendorf auf der anderen Seite.

## Geschichte

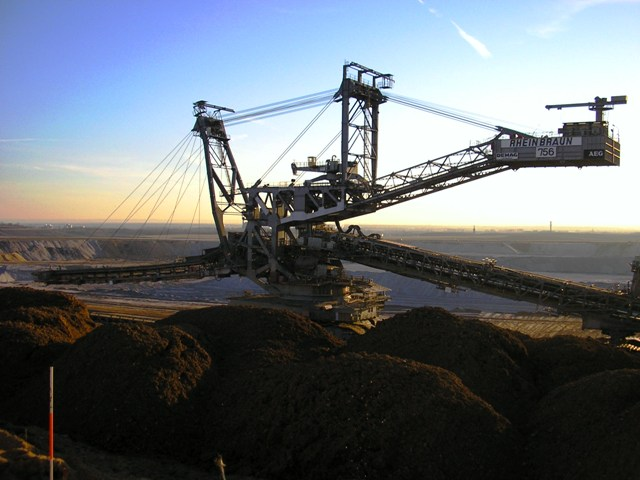
Absetzer im Tagebau Bergheim

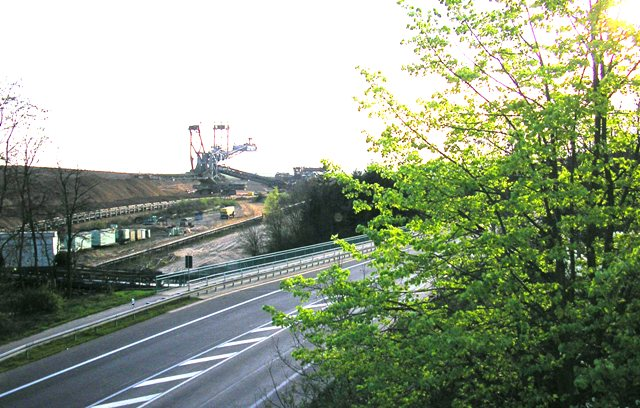
Die auf bereits rekultivierte Flächen verlegte B 477 am Tagebaurand bei Niederaußem

Im angehenden 19. Jahrhundert stieß ein Niederaußemer Landwirt bei Feldarbeiten auf Braunkohle. Er erschloss kleine Gruben zum Abbau. Andere Grundbesitzer folgten seiner Initiative. Erst Ende des Jahrhunderts wurde die Braunkohle industriell erschlossen. In der Nähe der Ortschaft Oberaußem entstand zunächst eine Brikettfabrik und ab 1910 das Kraftwerk Fortuna zur Stromversorgung der Stadt Köln. Die zahlreichen Arbeiter fanden eine Heimat in der Kolonie Fortuna. Mit dem Tagebau Fortuna-Garsdorf begann nach dem Zweiten Weltkrieg die Ära der Großtagebaue. Er war auch das Ende des Kraftwerks Fortuna und der gleichnamigen Siedlung.
Die Aufschlussarbeiten des Tagebaus Bergheim begannen Ende der 1970er-Jahre. Kohle wurde ab 1984 gefördert. Durch den Tagebau verschwanden bis Anfang der 1990er-Jahre das Kraftwerk Fortuna, die Ortschaft Fortuna, das Kloster Bethlehem, der Bethlehemer Wald sowie eine Landstraße und die Eisenbahnstrecken von Niederaußem nach Bergheim/Quadrath-Ichendorf. Die Bundesstraße 477 musste über bereits rekultiviertes Gelände des Tagesbaus Fortuna-Garsdorf verlegt werden. Zeitweise waren bis zu sechs Schaufelradbagger im Einsatz.

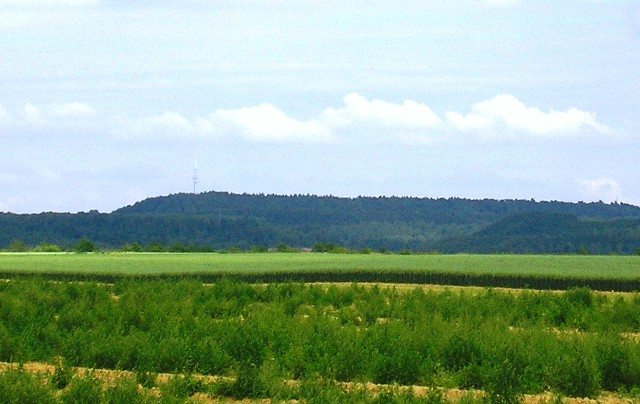
Blick über die rekultivierten Flächen des Tagebau Bergheim in Richtung Glessener Höhe

2002 wurde im vergleichsweise kleinen Tagebau Bergheim die letzte Braunkohle gefördert. Bereits seit 1991 wurde die Grube mit Abraum aus dem Tagebau Hambach verfüllt, unterstützt ab 1996 durch eine 15 Kilometer lange Bandanlage. Die Förderung wurde am 16. April 2009, dem letzten Arbeitstag des 4500 Tonnen schweren Absetzers 756, des letzten von ursprünglich vier eingesetzten Maschinen, beendet. Er wurde nach Überholung in den Tagebau Hambach gefahren und dort ab September 2009 eingesetzt.
Durch die Rekultivierung entstand aus der 640 ha großen Fläche zu etwa zwei Dritteln landwirtschaftlich nutzbare Fläche und etwa einem Drittel Waldfläche. Die Waldfläche wurde damit gegenüber dem Zustand vor der Kohlegewinnung etwas größer, der relative Anteil an der Fläche blieb aber weitgehend unverändert, da die gesamte Fläche keinen Wohnraum und keine Gewerbeflächen mehr enthält. Anfang August 2024 begannen die Bauarbeiten für die Neuerrichtung der ehemaligen Landesstraße (heute Kreisstraße 22n), welche an den neu gebauten Kreisverkehr der Landstraße 93 im Ortsteil Oberaußem anschließt. Die Straße endet noch in einer Sackgasse, da wegen der in Kenten verlaufenden Bahnlinie noch kein Straßenanschluss realisiert werden konnte. Die Straße ist nicht öffentlich befahrbar. Eine zunächst geplante neue Siedlungsfläche soll nicht mehr umgesetzt werden.

## Betriebsdaten
- Betreiber: RWE Power (früher Rheinbraun)
- Laufzeit:
- Geförderte Kohlemenge: 240 Millionen Tonnen[5]
- Abraum: